# جهاد جاب الله
جهاد جاب الله (مواليد 29 يوليو 1989) هو لاعب كرة يد تونسي يلعب في نادي دونكيرك ومنتخب تونس.

## وصلات خارجية
- جهاد جاب الله على موقع الاتحاد الأوروبي لكرة اليد (الإنجليزية)